# Microregione di Campos de Lages
Campos de Lages è una microregione dello Stato di Santa Catarina in Brasile.
È composta da dodici comuni, che nel 2006 avevano una popolazione stimata di 29.9571 abitanti. La superficie è di 15726 km², che ne fanno la più grande microregione dello Stato.
Accoglie le città più fredde del Brasile che, durante i mesi invernali, conoscono spesso neve e gelate.

## Comuni
- Anita Garibaldi
- Bocaina do Sul
- Bom Jardim da Serra
- Bom Retiro
- Campo Belo do Sul
- Capão Alto
- Celso Ramos
- Cerro Negro
- Correia Pinto
- Lages
- Otacílio Costa
- Painel
- Palmeira
- Rio Rufino
- São Joaquim
- São José do Cerrito
- Urubici
- Urupema